# Mikulovice (kraj południowomorawski)
Mikulovice – miasteczko i gmina w Czechach, w powiecie Znojmo, w kraju południowomorawskim. Według danych z dnia 1 stycznia 2013 liczyła 627 mieszkańców.